# LPGA Lotte Championship
Het LPGA Lotte Championship is een jaarlijks golftoernooi voor vrouwen, dat deel uitmaakt van de LPGA Tour. Het toernooi werd opgericht in 2012 en vindt sindsdien plaats op de Ko Olina Golf Club in Kapolei, Hawaï.
Het toernooi wordt over vier dagen gespeeld in een strokeplay-formule en na de tweede dag wordt de cut toegepast. Sinds de oprichting is Lotte hoofdsponsor van dit toernooi.

## Golfbanen
| Jaar  | Golfbaan           | Plaats         | Info                 |
| ----- | ------------------ | -------------- | -------------------- |
| 2012- | Ko Olina Golf Club | Kapolei, Hawaï | Baanrecord: 62 (-10) |

## Winnaressen
| Jaar | Winnares            | Score | Score | Info                              |
| ---- | ------------------- | ----- | ----- | --------------------------------- |
| 2012 | Ai Miyazato         | 276   | –12   |                                   |
| 2013 | Suzann Pettersen po | 269   | –19   | Won de play-off van Lizette Salas |
| 2014 | Michelle Wie        | 274   | –14   |                                   |
| 2015 | Kim Sei-young po    | 277   | –11   | Won de play-off van Inbee Park    |

| Toernooirecord |  | po = winnares na play-off |